# Шапкілей
Шапкіле́й (рос. Шапкилей, марій. Шопкер) — присілок у складі Гірськомарійського району Марій Ел, Росія. Входить до складу Виловатовського сільського поселення.

## Населення
Населення — 87 осіб (2010; 112 у 2002).
Національний склад (станом на 2002 рік):
- гірські марійці — 80 %